# Cunaxidae
Famille
Les Cunaxidae sont une famille d'acariens. La plupart des espèces sont chasseuses de petits arthropodes.

## Liste des genres
Selon E. A. Ueckermann modifié
- Bonziinae den Heyer, 1978
  - Bonzia Oudemans, 1927
  - Parabonzia Smiley, 1975 synonyme Cunabdella den Heyer, 1975
- Coleoscirinae den Heyer , 1979
  - Coleobonzia den Heyer & de Castro, 2008
  - Coleoscirus Berlese, 1916 synonymes Lapicunaxa Tseng, 1980 & Pseudocunaxa Smiley, 1975
  - Neoscirula den Heyer, 1977
  - Pseudobonzia Smiley, 1975
  - Scutascirus den Heyer, 1976
- Cunaxinae Thor, 1902
  - Allocunaxa den Heyer & de Castro, 2008
  - Armascirus den Heyer, 1978 synonyme Indocunaxa Gupta & Ghosh, 1980
  - Cunaxa von Heyden, 1826 synonymes Scirus Hermann, 1804 & Rubroscirus den Heyer, 1979
  - Cunaxatricha de Castro & den Heyer, 2008
  - Dactyloscirus Berlese, 1916 synonyme Rosenhofia Oudemans, 1922
  - Riscus den Heyer, 2006
- Cunaxoidinae den Heyer, 1979
  - Cunaxoidini den Heyer, 1979
    - Bunaxella den Heyer & de Castro, 2009
    - Cunaxoides Baker & Hoffmann, 1948 nouveau nom de Eupalus Koch, 1838 préoccupé par Gistl 1834 (Coleoptera) synonyme Haleupalus Radford, 1950
    - Dunaxeus den Heyer & de Castro, 2009
    - Funaxopsis den Heyer & de Castro, 2009
    - Qunaxella den Heyer & de Castro, 2009
    - Scutopalus den Heyer, 1980

  - Pulaeini den Heyer, 1980
    - Lupaeus de Castro & den Heyer, 2009
    - Neocunaxoides Smiley, 1975
    - Pulaeus den Heyer, 1980
- Denheyernaxoidinae Smiley, 1992
  - Denheyernaxoides Smiley, 1992
- Neobonzinae Smiley, 1992
  - Neobonzia Smiley, 1992
- Orangescirulinae Bü & Li, 1987
  - Orangescirula Bü & Li, 1987
- Paracunaxoidinae Smiley, 1992
  - Paracanaxoides Smiley, 1992
- Scirulinae den Heyer
  - Scirula Berlese, 1887